# Dobsovits Anianus
Dobsovits Anianus (Alsódiós, 1809 – 1861. június 13.) ferences rendi szerzetes.

## Élete
1830-ban lépett a rendbe s 1833. december 24. misés pappá szenteltetett föl. Teológiai lector volt, utóbb titkár.

## Munkái
Manuale Seraphicum, seu pia exercitia in usum fratrum minorum ord. s. p. Francisci Seraphici. Posonii, 1860.